# Diplazon punctatus
Diplazon punctatus là một loài tò vò trong họ Ichneumonidae.